# Windows Home Server
Windows Home Server (кодовое название Quattro) — операционная система для домашних серверов от Microsoft. Она была анонсирована 7 января 2007 года на выставке Consumer Electronics Show Биллом Гейтсом, запущена в производство 16 июля 2007 года и официально выпущена 4 ноября 2007 года.
Windows Home Server был основан на Windows Server 2003 R2 и задуман как решение для домов с несколькими подключенными ПК, предоставляющее общий доступ к файлам, автоматизированное резервное копирование, сервер печати и удалённый доступ. Операционная система работает в паре с Windows Home Server Console — клиентским программным обеспечением, к которому можно получить доступ с другого компьютера в сети, обеспечивая графический интерфейс управления.

## Обновления
- Power Pack 1 для Windows Home Server был выпущен 20 июля 2008 года.
- Power Pack 2 — 24 марта 2009 года.
- Power Pack 3 — 24 ноября 2009 года.

Windows Home Server 2011 была выпущена 6 апреля 2011 года. Microsoft подтвердила, что Windows Home Server 2011 станет последним выпуском в линейке продуктов Windows Home Server.
Windows Home Server был разработан Чарли Кинделом, который занимал должность генерального менеджера по продукту с 2005 по 2009 год. Microsoft прекратила поддержку Windows Home Server 8 января 2013 года.

## Общие сведения
- Операционная система рассчитана на подключение нескольких компьютеров и гаджетов к одному серверу.
- Windows Server и Windows Small Business Server, решающие данные задачи, применяются в корпоративном секторе, сложны для домашнего применения и дороги по цене.
- Для решения данной проблемы на базе Windows Server 2003 выпущена Windows Home Server. Операционная система рассчитана на серверные задачи и удалённое управление.
- Стоимость лицензии на 1 сервер на 2009 год составляла 120 долл. США. Один сервер способен обслуживать до 10 компьютеров.
- Windows Home Server управляется через специальную удалённую консоль, которую можно установить на любой компьютер. Все жёсткие диски, подключённые к серверу, объединяются в один пул. В пуле создаются общие папки, персональные папки и страховочное дублирование информации.
- Удалённый доступ к серверу и подключённым к нему компьютерам предоставляется через интернет. Для удалённого доступа предоставляется бесплатный пользовательский домен homeserver.com и создаётся учетная запись в Windows Live[13].
- Операционные системы Windows XP Home и Windows Vista Home Premium не поддерживаются, так как на них нет служб удалённого рабочего стола[14].
- При подключении какого-либо компьютера к серверу, происходит автоматическое резервное копирование с жёстких дисков данного компьютера. При этом возможно вручную исключить из копирования определённые диски или папки. Присутствует возможность восстановить скопированные файлы на какой-либо компьютер при смене накопителя.
- При подсоединении новых устройств (внешних дисков) к уже существующему общему пулу первоначальная информация на них стирается при подключении[15]. При этом, сервер не считывает присоединённые USB-флеш-накопители[16].
- К серверу различными разработчиками предлагаются дополнения.
- На гигабитной сети сервер выдаёт скорость скачивания файлов до 60 мегабайт в секунду[13].

### Функции
- 10 компьютеров и 10 пользователей: Позволяет создать на консоли сервера максимум десять учетных записей пользователей и установить коннектор WHS на десяти компьютерах без дополнительных лицензий на клиентский доступ.
- Централизованное резервное копирование: Позволяет выполнять резервное копирование до 10 ПК с использованием технологии хранения в одном экземпляре.
- Мониторинг работоспособности: Централизованное отслеживание состояния всех ПК в сети, включая состояние антивируса и брандмауэра.
- Общий доступ к файлам: Создание и управление сетевыми ресурсами для хранения файлов удаленно.
- Общий доступ к принтеру: Сервер печати обрабатывает задания печати для всех пользователей.
- Теневое копирование: Создает моментальные снимки файлов для восстановления более старых версий.
- Работа без монитора: Удаленное администрирование без необходимости в мониторе или клавиатуре.
- Шлюз удаленного доступа: Обеспечивает удаленный доступ к любому подключенному ПК в сети через Интернет.
- Потоковая передача мультимедиа: Может транслировать мультимедиа на устройства, поддерживающие Windows Media Connect.
- Избирательная избыточность данных: Защита от сбоя одного диска путем дублирования выбранных данных.
- Расширяемое хранилище: Обеспечивает единое и легко расширяемое пространство для хранения данных.
- Расширяемость с помощью надстроек: Позволяет сторонним разработчикам улучшать функциональность сервера[13][14][17][18][19].

## Совместимость и системные требования
Windows Home Server интегрируется с Windows XP (SP2 или новее), Windows Vista и Windows 7 (после выпуска Power Pack 3). Для установки программного обеспечения можно использовать клиентский компакт-диск или сетевой ресурс.

### Системные требования
- Процессор: 1,0 ГГц Intel Pentium III (или эквивалент)[21]
- Память: 512 МБ[22]
- Свободное место: 80 ГБ[23]
- СМИ: DVD-привод или USB-флешка
- Сеть: Ethernet 100 Мбит/с

Windows Home Server не поддерживает Microsoft Security Essentials. Поддержка 64-разрядных клиентов была введена в Power Pack 1, но восстановление 64-разрядных клиентов с помощью компакт-диска восстановления не поддерживается.

### Решенные проблемы
- Повреждение файла[25]: Первая версия Windows Home Server страдала от уязвимости, связанной с повреждением файлов. Эта проблема была устранена в Power Pack 1[26].
- Нет собственного резервного копирования: Первоначальная версия не включала механизм резервного копирования сервера, что было исправлено в Power Pack 1[27].

## Ценообразование
Microsoft выпустила Windows Home Server под лицензией OEM/System Builder. В ноябре 2008 года цена на WHS была снижена до 100 долларов США. Пользователи могли использовать существующий ПК или создать свою систему на базе WHS. С 23 марта 2009 года Windows Home Server стал доступен для подписчиков MSDN и Microsoft Technet.